# Cuffy, Cher

Cuffy este o comună în departamentul Cher, Franța. În 1 ianuarie 2022 avea o populație de 1.018 de locuitori.